# 簡翔棋
簡翔棋（1983年7月8日—），藝名小馬，為台灣Channel V節目模范棒棒堂的第一代成員，也是兩個透過自薦認識報名獲得取錄的初代成員之一（另一人為已離開的呱呱）。前Choc7成員之一。

## 出道經過
是Channel V節目模范棒棒堂的第一代成員。因模范棒棒堂節目內要選出二軍出道，製作單位將棒棒堂6人以外的14位男孩（通稱「模範14棒」）平均分為兩組，由阿本與Terry各自擔任組長一職。兩組會進行不同項目的PK賽，藉以挑選出二軍人選。而小馬是屬於「公主幫」。
於2008年5月23日的《模范棒棒堂》節目上，小馬被選為棒棒堂二軍其中一員，成為半出道藝人，將會與阿本、野獸、翰獎、毛弟繼續以「公主幫」的名義推出單曲EP。
於2008年8月13日在模范棒棒堂節目錄影時，小馬被選中為棒棒堂二軍正式出道其中一員，其入選原因為從原本的「集肢體障礙與音癡於一身」努力到現在唱跳皆宜，可說是天才的相反「地才」的代表。另外，為了與棒棒堂一軍做明顯的區隔，將決定與樂團型式出道，年底之前每位成員都要至少學懂一樣樂器，團員中只要有一人做不到，整團就無法出唱片。
他的強項是魔術表演；加入《模范棒棒堂》後開始學舞，其大幅進步的表現，獲得不少人讚賞。他曾參與偶像劇《黑糖瑪奇朵》及網路短劇《黑糖來了》的演出，深獲好評，主力於主持及戲劇方面發展。
其間因為服兵役而暫停演藝事業高唱從軍樂，隨後淡出演藝圈。之後與其妻葉翎涵結婚，移居澳門並育有一女。但不幸於2013年5月31日其妻葉翎涵因不滿小馬有外遇而憤而跳樓自殺，其後小馬也在臉書發文致歉，他說：「我是人渣，因為外遇害死妳，還讓女兒失去了這麼愛她的媽媽，眼睜睜看著妳在我面前說再見卻無能為力，真是給了我最大的教訓。」但三天後隨即刪除。

## 作品

### 主持
- Channel V《模范棒棒堂》（「底迪」，即節目成員）
- Channel V《我愛黑澀會》（助教）
- Channel V《VJ普普風》（主持）

### 戲劇
- 2007年 《黑糖瑪奇朵》 飾演 小馬（客串）
- 2007年 《黑糖來了》 飾演 小馬（男主角）
- 2008年 《黑糖群俠傳》 飾演 伊賀蒼太（男主角）
- 2009年 《廖問之越V風雲》 飾演 馬浦將軍（男主角）
- 2009 星皓電影(台灣) 《愛到底》 飾演第5號瀏海男孩(客串)

### 唱片
2008年7月11日 - 公主幫《冒險世界》EP
- 《冒險世界》fantasy version、《公主徹夜未眠》、《年輕不要留白》
- 「公主幫攻略」24p全彩寫真冊（內附粉絲最愛投票卡﹑花美男so cute人形紙卡）